# Гармановка
Гарма́новка (укр. Гарманівка) — село в Компанеевской поселковой общине Кропивницкого района Кировоградской области Украины.
Население по переписи 2001 года составляло 432 человека. Почтовый индекс — 28412. Телефонный код — 5240. Код КОАТУУ — 3522881401.

## История
Название села уникальное, второй Гармановки на Украине нет. Есть два варианта происхождения имени населенного пункта. Первый — от слова «гарман». Это такой способ молотьбы: гоньба или вытаптывание зерна животными и выдавливание его из колосьев колесами движущихся телег, известные под общим названием обмолота на гарманах.
Второй вариант более верный. Некий пан Герман, живший в селе Карловка, когда-то переехал в эти места и построил усадьбу. Вероятно, местность сначала называли Германовкой, а после она стала Гармановкой.
В 1945 г. Указом ПВС УССР село Германовка переименовано в Гармановку.
До 2020 года входило в Компанеевский район